# Крестлајн (Охајо)
Крестлајн (енгл. Crestline) град је у америчкој савезној држави Охајо.

## Демографија
По попису из 2010. године број становника је 4.630, што је 458 (-9,0%) становника мање него 2000. године.
| Група             | 2000.         | 2010.         |
| Белци             | 4.893 (96,2%) | 4.329 (93,5%) |
| Афроамериканци    | 92 (1,8%)     | 125 (2,7%)    |
| Азијати           | 13 (0,3%)     | 22 (0,5%)     |
| Хиспаноамериканци | 34 (0,7%)     | 49 (1,1%)     |
| Укупно            | 5.088         | 4.630         |